# 코드 진행
코드 진행(chord progression, harmonic progression, chord changes)은 음악 작곡의 연속된 코드이다. 화음 진행은 클래식 음악의 통용 시대 부터 21세기에 이르는 서양 음악 전통에서 화성의 기초이다. 코드 진행은 블루스, 재즈와 같은 장르뿐만 아니라 서양 대중 음악 스타일(예: 팝 음악, 록 음악), 포크 음악의 기초이다. 이러한 장르에서 코드 진행은 멜로디와 리듬이 구축되는 기능을 정의한다.
음조 음악에서 코드 진행은 일반적으로 노래나 작품의 "키"로 이해되는 기술적인 이름인 음조를 설정하거나 반대하는 기능을 한다. 일반적인 코드 진행 I–vi–ii–V 와 같은 코드 진행은 일반적으로 클래식 음악 이론에서 로마 숫자로 표현된다. 대중 음악과 전통 음악의 많은 스타일에서 코드 진행은 코드의 이름과 특성을 사용하여 표현된다. 예를 들어, 앞에서 언급한 C장조의 코드 진행은 책이나 리드 시트에 C장조-A단조-D단조-G장조(C major–A minor–D minor–G major)로 표기된다. 첫 번째 코드인 C 메이저에서 "C"는 코드가 근음 "C"에 만들어졌음을 나타내고 "메이저"라는 단어는 이 "C" 음에 메이저 코드가 만들어졌음을 나타낸다.
록과 블루스에서 음악가는 종종 로마 숫자를 사용하여 코드 진행을 참조한다. 이렇게 하면 노래를 새 키로 쉽게 조옮김할 수 있기 때문이다. 예를 들어, 록 및 블루스 음악가는 종종 12마디 블루스를 I, IV 및 V 코드로 구성된 것으로 생각한다. 따라서 12마디 블루스의 간단한 버전은 I–I–I–I, IV–IV–I–I, V–IV–I–I로 표현될 수 있다. 이 블루스 진행을 로마 숫자로 생각하면 밴드리더가 백업 밴드나 리듬 섹션에서 모든 키의 코드 진행을 연주하도록 지시할 수 있다. 예를 들어, 밴드 리더가 밴드에게 C 장조 키로 이 코드 진행을 연주하도록 요청하면 코드는 C–C–C–C, F–F–C–C, G–F–C–C가 된다. 밴드 리더가 G 장조의 노래를 원했다면 코드는 G–G–G–G, C–C–G–G, D–C–G–G가 될 것이다. 
코드 진행의 복잡성은 장르와 역사적 기간에 따라 다르다. 1980년대부터 2010년대까지의 일부 팝 및 록 노래는 코드 진행이 상당히 단순한다. 펑크는 그루브와 리듬을 핵심 요소로 강조하므로 전체 Funk 곡이 하나의 코드를 기반으로 할 수 있다. 일부 재즈 펑크는 2, 3, 4코드 고집저음을 기반으로 한다. 일부 펑크, 하드코어 펑크는 몇 개의 코드만 사용한다. 반면에, 비밥 재즈 곡은 32마디의 곡 형식을 가질 수 있으며 매 마디마다 하나 또는 두 개의 코드가 변경된다.

## 기본 이론

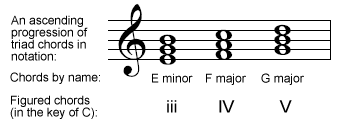
음악 작품의 키 노트 또는 토닉은 음표 번호 1, (여기) 오름차순 음계 iii–IV–V의 첫 번째 단계이다. 여러 음계로 구성된 코드도 마찬가지로 번호가 매겨진다. 따라서 코드 진행 E 단조–F–G는 3–4–5(또는 iii–IV–V)로 설명될 수 있다.

화음은 음계의 모든 음표를 기반으로 할 수 있다. 따라서 7음 온음계는 7개의 기본 온음계 3화음을 허용하며 각 음계는 자체 코드의 근이 된다. 음표 E를 기반으로 하는 코드는 일부 유형 (장조, 단조, 감소 등)의 E 코드이다.) 진행의 코드에는 7번째 코드의 경우와 같이 3개 이상의 음표가 있을 수도 있다(V7이 특히 일반적이다). 특정 코드의 고조파 기능은 해당 코드가 있는 특정 코드 진행 상황에 따라 다르다.

### 온음 및 반음계 코드
모든 장조 음계의 온음 조화는 첫 번째, 네 번째 및 다섯 번째 음계를 기반으로 하는 세 개의 주요 3화음이 된다. 3화음은 각각 토닉 코드(로마 숫자 분석에서 "I"로 표시됨), 서브 도미넌트 코드(IV), 도미넌트 코드 (V)라고 한다. 한국어 번역 명칭으로는 으뜸음, 버금딸림음, 딸림음이다. 순서대로 이 3화음은 해당 음계의 모든 음표를 포함하므로 조화를 이룰 수 있다. 많은 단순한 포크 음악, 로큰롤 노래는 이 세 가지 코드 형식만 사용한다(예: I, IV, V 코드를 사용하는 Troggs의 "Wild Thing").
동일한 메이저 스케일에는 각각 위으뜸음(ii), 가온음(iii), 버금가온음 (vi)의 세 가지 마이너 코드가 있다. 이 화음은 세 개의 장조 화음과 마찬가지로(상대 단조에서) 서로 동일한 관계에 있으므로 상대 화음의 첫 번째(i), 네 번째(iv), 다섯 번째(v)도로 볼 수 있다. 예를 들어, C장조의 상대단조는 A단조이고, A단조의 경우 i, iv, v 화음은 A단조, D단조, E단조이다. 실제로 마이너 키에서 도미넌트 코드의 1/3을 반음 올려서 메이저 코드(또는 7도가 추가된 경우 도미넌트 7도)를 형성하는 경우가 많다.
또한 장조 음계의 7도(선행음)는 감화음 (viio)을 형성한다.
코드에는 반음계음, 즉 온음계 외부의 음표가 있을 수도 있다. 단순한 민요의 가장 기본적인 반음계 변화는 아마도 4도 올리기(♯), ii 코드의 세 번째 코드가 반음 올라갔을 때 발생한다. 이러한 코드는 일반적으로 V 코드(V/V)의 2차 도미넌트로 기능한다. 어떤 경우에는 새 키로 변조하기 위해 반음계 음표가 도입된다. 이것은 결국 나중에 원래 키로 다시 해상도로 이어질 수 있으므로 전체 코드 시퀀스가 확장된 음악 형식 과 움직임 감각을 만드는데 도움이 된다.

### 진행
많은 가능한 진행이 있지만 실제로 진행은 종종 몇 마디 길이로 제한되며 특정 진행은 다른 것보다 선호된다. 코드 진행(예: 12바 블루스 진행)이 정의되고 전체 장르를 정의하는데 도움이 될 수도 있는 예시가 어느 정도 있다. 
서양식 고전 표기법에서 코드는 로마 숫자로 번호가 매겨진다. 통주저음에서 코드 차트에 이르기까지 다른 유형의 코드 표기법이 고안되었다. 이것들은 일반적으로 어느 정도의 즉흥 연주를 허용하거나 필요로 한다.

## 일반적인 진행

### 간단한 진행
장조 및 단음계와 같은 온음계는 완전 5도가 많기 때문에 공통 화음 구성에 특히 적합하다. 그러한 음계는 예를 들어 서양 고전 음악의 일반 연습 기간과 같이 화음이 음악의 필수적인 부분인 지역에서 우세하다. 온음계를 사용하는 아랍과 인도 음악을 고려할 때 온음계가 아닌 음계도 다수 존재하며, 음악에는 코드 변화가 없고 항상 키 코드 위에 남아 있는 특성이 있는데, 이는 힙합, 펑크, 디스코, 재즈, 하드록 등에서도 볼 수 있는 속성이다. 
두 코드 간의 교대는 가장 기본적인 코드 진행으로 생각할 수 있다. 많은 유명한 곡들이 같은 음계의 두 화음을 단순히 반복함으로써 조화롭게 만들어진다. 예를 들어, 클래식 음악의 보다 직접적인 멜로디의 대부분은 "Achy Breaky Heart" 와 같은 대중 노래와 같이 토닉(I)과 도미넌트(V, 때로는 7도 추가됨)간의 교대로 완전히 또는 대부분 구성된다. Isley Brothers의 "Shout"은 전체적으로 I–vi를 사용한다.

### 3화음 진행
멜로디가 음계의 모든 음에 머물 수 있기 때문에 3화음 진행이 더 일반적이다. 이진 화음 리듬을 생성하기 위해 종종 4개의 코드(아래 그림 참조)의 연속으로 표시되지만 4개의 코드 중 2개가 동일하다.
- I – IV – V – V
- I – I – IV – V
- I – IV – I – V
- I – IV – V – IV

종종 코드는 미리 구상된 멜로디에 맞게 선택될 수 있지만 멜로디를 발생시키는 것은 진행 자체인 경우가 많다.
아프리카 대중 음악에도 이와 유사한 전개가 많이 있다. 화음에 7 도(또는 다른 음계 정도)를 추가하거나 IV 화음의 상대 단조를 대체하여 예를 들어 I–ii–V를 제공함으로써 변경될 수 있다. ii 코드를 사용하는 이 시퀀스는 또한 ii–V–I 턴어라운드 라고 하는 재즈 하모니의 일반적인 코드 진행에서 자연스럽게 사용된다.
3화음 진행은 많은 아프리카 및 미국 대중 음악의 화성적 기초를 제공하며 많은 클래식 음악(예: 베토벤의 교향곡 6번)의 오프닝 마디에서 부분적으로 발생한다.
그러한 단순한 시퀀스가 작품의 전체 조화 구조를 나타내지 않는 경우, 더 많은 다양성을 위해 쉽게 확장될 수 있다. 종종, 오프닝 프레이즈는 미해결 도미넌트로 끝나는 진행 I–IV–V–V를 가지며, 두 배 길이의 구조를 제공하는 토닉 코드로 다시 해결되는 유사한 프레이즈에 의해 "응답"될 수 있다.
또한, 이러한 악절은 대중적인 32마디 형식과 같은 단순한 두도막 형식 또는 세도막 형식을 제공하기 위해 다른 진행으로 대체될 수 있다.

### 블루스와의 차이점

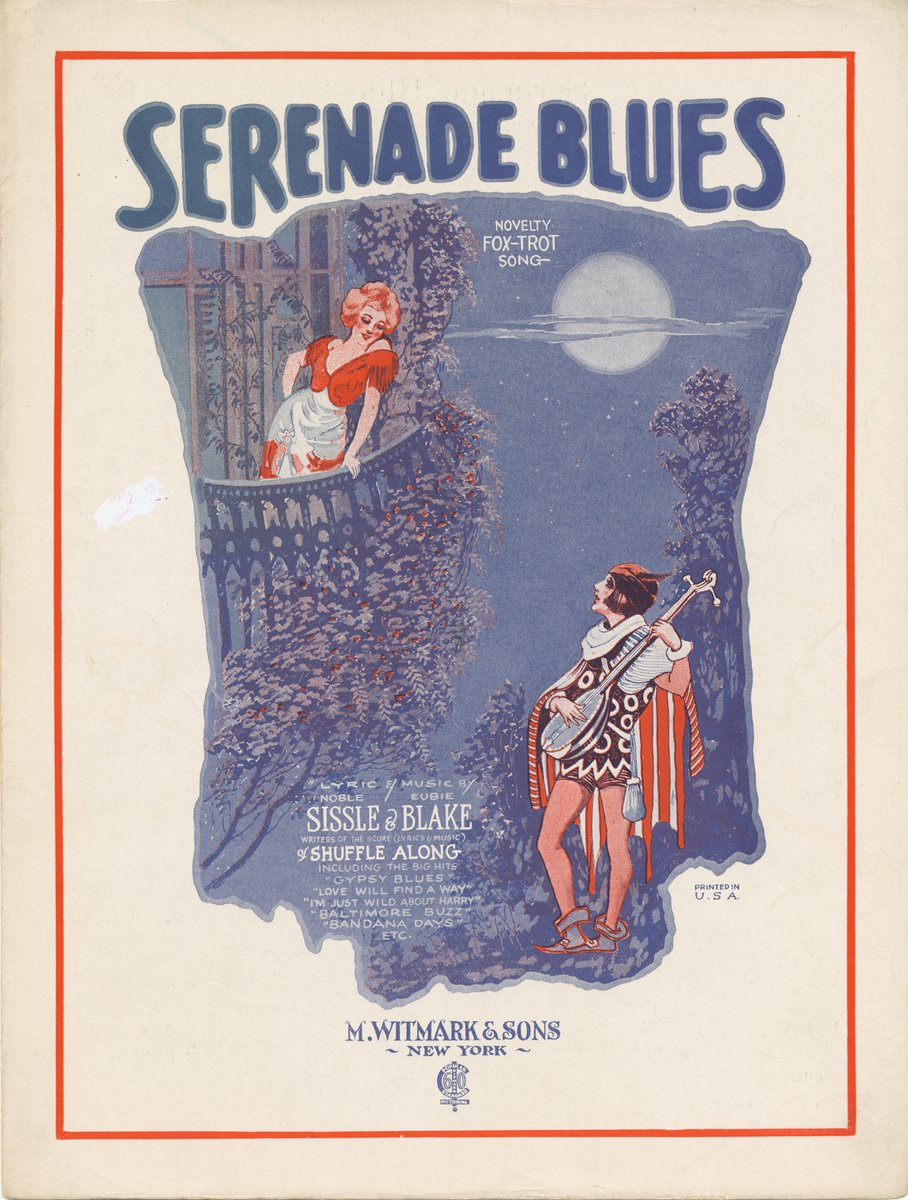
블루스의 진행은 20세기 미국 대중 음악에 많은 영향을 미쳤다.

12바 블루스와 그 다양한 변형은 I-IV-V 진행의 길쭉한 3줄 형식을 사용하여 Chuck Berry 및 Little Richard 와 같은 로큰롤의 가장 중요한 출력을 포함하여 수많은 히트 기록도 생성했다. 가장 기본적인 형태(그리고 많은 변형이 있음)에서 코드 진행은 다음과 같다.
블루스 진행은 새 블루스에서와 같이 조밀한 색채의 정교화를 거쳤다.
Steedman(1984)은 일련의 재귀적 재작성 규칙이 기본 블루스 코드 변경과 약간 수정된 시퀀스(예: "리듬 변경") 모두에서 잘 구성된 재즈의 모든 변형을 생성한다고 제안했다. 중요한 변환은 다음과 같다.
- 화음의 도미넌트, 서브도미넌트 또는 트리톤 대체로 코드의 교체(또는 추가) .
- 크로매틱 패스 코드 사용.
- ii–V–I 턴어라운드를 광범위하게 적용한다.
- 마이너 코드, 디디미티드 세븐스 등의 코드 변경[10]

### 1950년대의 진행
I–IV–V 진행을 확장하는 또 다른 일반적인 방법은 6음계 정도의 코드를 추가하여 시퀀스 I–vi–IV–V 또는 I–vi–ii–V를 제공하는 것이다. 
이 진행은 클래식 음악의 초창기부터 사용되었으며 Rodgers와 Hart의 "Blue Moon"(1934)과 카마이클의 "Heart and Soul"(1938)과 같은 인기 있는 히트곡을 생성했다.
비틀즈의 'happiness is a warm gun'의 마지막 부분에서와 같이 팝 주류로 채택되어 부분적으로 계속 사용되었다.

### 원 진행
이러한 진행에 ii 코드를 도입하는 것은 원 진행(써클 진행, circle progression)의 기본 형태를 구성하는 것의 매력을 강조한다. 5도 원의 이름을 따서 명명되었다. 오름차순 또는 5도 내림차순 관계의 인접 근음으로 구성된다. 

예를 들어, vi–ii–V–I 시퀀스는 각 연속 코드가 이전 코드보다 1/4만큼 상승한다. 긴밀한 조화 관계에 기초한 그러한 동작은 "의심할 여지 없이 모든 조화 진행 중에서 가장 일반적이고 가장 강력한 것"을 제공한다. 짧은 순환 진행은 토닉에서 7개의 온음 화음 모두를 통해 원을 완성하는 시리즈에서 화음 시퀀스를 선택하여 파생될 수 있다.
I–IV–viio–iii–vi–ii–V–I
이러한 유형의 진행은 점점 더 미묘한 억양을 도입한 고전 작곡가들에 의해 많이 사용되었다. 특히, 예를 들어 I-VI-II-V를 제공하는 마이너 코드에 대한 메이저의 대체는 변조의 가능성뿐만 아니라 더 정교한 반음계를 허용했다. 이러한 하모닉 규칙은 미국의 인기 연예인에 의해 채택되어 래그타임 진행, 스톰프 진행 이라고 불리는 초기 재즈의 하모닉 스테이플에 많은 변형을 일으켰다. 이러한 모든 진행은 예를 들어 거슈윈의 "I Got Rhythm"에서 많이 사용되는 리듬 변경(rhythm changes)과 같이 부분적으로 사용된 것으로 볼 수 있다.

## 스케일의 조화
화음의 주기적인 토대뿐 아니라 귀는 선형(음계를 위 또는 아래로 따라가는 코드)에 잘 반응하는 경향이 있다. 이들은 스케일의 단계를 따라 스케일 자체를 베이스라인으로 만들기 때문에 종종 단계 진행이라고 한다. 17세기에 내림차순 베이스 라인은 "지상 분할"에 대한 호의를 얻었으므로 파헬벨의 카논은 내림차순 장조 음계의 매우 유사한 화음을 포함한다.
가장 단순하게 이 내림차순 시퀀스는 위에서 설명한 I–vi–IV–V 유형의 시퀀스에 III 또는 V의 추가 코드를 간단히 도입할 수 있다. 이 코드는 7도의 하모니화를 허용하고 베이스 라인 I–VII–VI의 하모니화를 허용한다.
라벨의 피아노 협주곡 G 장조 1악장의 마지막 소절은 하강하는 하이브리드 음계(프리고 장조)의 화음을 특징으로 한다. 이 특별한 경우에 라벨은 병렬 시리즈의 주요 3화음(G F♯ E D C B♭ A♭ G)을 사용했다.

## 마이너 및 선법 진행
위의 모든 전략과 유사한 전략은 마이너 모드에서 똑같이 잘 작동한다. 1, 2, 3단 코드 노래, 마이너 블루스가 있다. 내림차순 마이너 코드 진행의 주목할 만한 예는 4코드 안달루시아 케이던스, i–VII–VI–V이다.
포크와 블루스 곡은 7도가 평평한 믹솔리디안 스케일을 자주 사용하며 세 가지 주요 코드의 위치를 I– ♭VII–IV로 변경한다. 예를 들어 1도, 4도 및 5도에 세 개의 코드 C, F 및 G를 제공하는 C의 장조 음계를 G로 강장제로 연주하면 동일한 코드가 이제 첫 번째, 네 번째, 그리고 일곱 번째이다. 이 코드의 일반적인 코드 진행은 I- ♭VII–IV-I이며 II- ♭VII–IV, ♭VII–IV-II로도 연주할 수 있다.
단조에서 상대 장조까지의 단3도는 특히 오름차순 펜타토닉 음계를 기반으로 오름차순 음계 진행을 권장한다. 전형적인 유형은 i–III–IV(또는 iv)–VI 시퀀스이다.
Tom Sutcliff에 따르면 다음과 같다.
... during 1960s some pop groups started to experiment with modal chord progressions as an alternative way of harmonizing blues melodies. ... This created a new system of harmony that has influenced subsequent popular music.

이것은 부분적으로는 블루스 음계가 선법 음계와 유사하고 부분적으로 기타의 특성과 펜타토닉 단음계에서 병렬 메이저 코드의 사용에서 비롯되었다. 기타의 바레 코드를 사용하면 운지 변경 없이 동일한 코드 모양을 넥 위아래로 이동할 수 있다. 이 현상은 또한 록 음악의 다양한 하위 장르에서 파워 코드의 사용이 증가하는 것과 관련이 있다.

## 같이 보기
- 12바 블루스